# 631 v. Chr.
Portal Geschichte | Portal Biografien | Aktuelle Ereignisse | Jahreskalender | Tagesartikel

◄ |
8. Jahrhundert v. Chr. |
7. Jahrhundert v. Chr. |
6. Jahrhundert v. Chr. |
►

◄ | 650er v. Chr. | 640er v. Chr. | 630er v. Chr. | 620er v. Chr. |
610er v. Chr. |
►

◄◄ | ◄ | 634 v. Chr. | 633 v. Chr. | 632 v. Chr. | 631 v. Chr. |
630 v. Chr. |
629 v. Chr. |
628 v. Chr. |
► |
►►

## Ereignisse

### Politik und Weltgeschehen
- um 631 v. Chr.: Griechische Kolonisten aus Thera gründen in Nordafrika die Kolonie Kyrene. König Battos I. begründet die Dynastie der Battiaden, die bis etwa 440 v. Chr. herrschen wird.

### Wissenschaft und Technik
- Im babylonischen Kalender fällt der babylonische Neujahrsanfang des 1. Nisannu auf den 23. März[1]; der Vollmond im Nisannu auf den 6. April[1].[2]